# Судна для перевезення водню
Станом на 2016 рік водень є одним з найперспективніших продуктів для використання у економіці через його потенціал як екологічно найчистішого джерела енергії (при спалюванні побічним продуктом є лише вода), проте практичне застосування з об'єктивних причин ще залишається доволі обмеженим. Ще в більшому ступені це стосується транспортування даного газу водним шляхом. 
Втім, спроби розвинення водневої енергетики можуть призвести до такого результату. Так, в умовах схильності у 2010-х роках японських автомобілебудівних компаній до спроб розвитку транспорту на водневій основі, виник проект масштабного виробництва цього газу та транспортування його до Японії морським шляхом. Компанія Kawasaki виступила з проектом використання запасів лігнітів, зокрема в  Австралії, які поки не можуть знайти застосування у інших випадках окрім виробництва водню. Це низькоякісне вугілля виступає лише як джерело хімічних реагентів для кількаступеневої реакції виділення водню із води, продукуючи в підсумку паливо (Н2) та відходи (СО2). Останні мають прямо на місці виробництва закачуватись у ізольовані від навколішного середовища підземні структури, що дозволяє вважати технологію екологічно нешкідливою. Для подальшого транспортування водню до Японії провадяться роботи над спеціалізованим газовим танкером, які станом на 2016 рік поки що не вийшли за межі передпроектних розробок.
Зрозуміло, що поява танкерів для перевезення водню не прив'язана лише до даного регіону чи технології переробки лише вугілля, проте станом на 2016 рік саме такі дані є найбільш значимими у даній сфері.